# Laura Künzler
Laura Künzler (* 25. Dezember 1996 in Berkeley, Vereinigte Staaten) ist eine Schweizer Volleyballspielerin.

## Karriere
Künzler kam drei Monate nach ihrer Geburt aus den Vereinigten Staaten in die Schweiz. Sie begann ihre Karriere beim Viertligisten Volley Neuenhof. Von dort wechselte sie 2012 zum VBC Kanti Baden. 2013 wurde sie mit Dunja Gerson in Minsk Fünfte der U18-Europameisterschaft im Beachvolleyball. Im Herbst wurde sie erstmals in die Schweizer Nationalmannschaft berufen und entschied sich endgültig für Volleyball in der Halle. 2014 wechselte die Aussenangreiferin zum Erstligisten Sm’Aesch Pfeffingen. In ihrer ersten Saison wurde sie gleich Topscorerin und beste Nachwuchsspielerin der Liga. In der Saison 2015/16 wurde sie mit dem Verein Schweizer Vizemeisterin und 2017 gewann sie den nationalen Pokal. Danach wechselte sie mit ihrem Trainer Timo Lippuner zum deutschen Bundesligisten Rote Raben Vilsbiburg. Im April 2019 wurde sie mit dem Volley1-Award als Best Swiss Player of the Year ausgezeichnet. Anschliessend wechselte Künzler nach Frankreich zu ASPTT Mulhouse und 2020 zum Ligakonkurrenten Pays d’Aix Venelles. 2021 kehrte sie zurück in die deutsche Bundesliga zum 1. VC Wiesbaden.